# Madžid Šošić
Madžid Šošić (Bugojno, 12 agosto 2002) è un calciatore bosniaco, centrocampista del Željezničar e della nazionale bosniaca.

## Caratteristiche tecniche
È un centrocampista offensivo che predilige giocare vicino alla porta dato il buon tiro con entrambi i piedi. Molto abile nel muoversi in spazi stretti, si distingue per la sua capacità di leggere il gioco, posizionandosi spesso tra le linee avversarie.

## Carriera

### Club

#### Gli inizi ed il prestito al Zrinjski Mostar
Cresciuto nel settore giovanile dell'Iskra Bugojno e del Željezničar, nell'estate 2020 si accasa tra le file dell'Hajduk Spalato.
Debutta con l'Hajduk Spalato II il 14 agosto, subentra a Stephen Chinedu in occasione del match di 2. HNL perso in casa dell'Opatija (2-1). Il 29 novembre seguente trova la sua prima rete con la squadra riserve dei Bili, mette a referto la rete del definitivo 4-0 nella vittoria ai danni del Međimurje. 
L'8 maggio 2021, segnando il gol vittoria contro i pari età della Dinamo Zagabria (0-1), regala con due giornate di anticipo il campionato di categoria alla U-19 dell'Hajduk.
Nell'estate seguente viene ceduto in prestito annuale al Zrinjski Mostar. Il 7 agosto debutta con i Plemići, subentra a Karlo Kamenar nel match casalingo di campionato vinto 3-0 contro il Željezničar. Termina la sua stagione prematuramente, dopo aver collezionato sei presenze in campionato, a causa di una rottura del legamento crociato anteriore subita a fine settembre durante un allenamento.

#### La duplice esperienza al Radomlje
Nel giugno 2022 viene ceduto in prestito al club sloveno Radomlje. Debutta con i Mlinarji il 16 luglio, subentra a Nedim Hadžić nella trasferta di campionato vinta contro il Maribor (0-3). Il 10 ottobre, in occasione del match di campionato terminato 1-1 contro il Gorica, segna la sua prima rete con il club sloveno.
Il 1º luglio 2023, dopo aver concluso la stagione al Radomlje come uno dei migliori giocatori con 3 reti e 3 assist in 30 presenze, rinnova il suo contratto con l'Hajduk Spalato fino all'estate del 2026. Successivamente, il 13 agosto, viene girato nuovamente al Radomlje per un nuovo prestito annuale. Chiude la sua seconda avventura slovena con 9 reti e 3 assist in 32 presenze in campionato, oltre al debutto con gol in Coppa di Slovenia, in occasione del sedicesimo di finale vinto contro il Fužinar (0-2).
Di ritorno dal prestito in Slovenia, il 17 settembre 2024 fa il suo debutto ufficiale con la prima squadra dei Majstori s mora, subentra a Stipe Biuk nel sedicesimo di finale di Coppa di Croazia vinto 0-4 contro il Bilogora 91.

#### Il ritorno al Željezničar
Il 9 gennaio 2025 viene ceduto a titolo definitivo al Željezničar, club in cui è cresciuto, firmando un contratto valido fino all'estate del 2027. L'8 febbraio fa il suo debutto con il Željo in occasione dell'ottavo di finale di Coppa di Bosnia, vinto 6-0 contro il Vareš, dove mette a referto una tripletta.

### Nazionale
Ha giocato nelle nazionali giovanili bosniache Under-17, Under-19 ed Under-21.
Il 24 maggio 2024 riceve la convocazione dal CT bosniaco Sergej Barbarez in vista delle amichevoli di giugno contro Inghilterra e Italia. Debutta il 9 giugno proprio contro quest'ultima, subentrando ad Armin Gigović nel match terminato 1-0 in favore dell'Italia.

## Statistiche

### Cronologia presenze e reti in nazionale
| Cronologia completa delle presenze e delle reti in nazionale ― Bosnia ed Erzegovina | Cronologia completa delle presenze e delle reti in nazionale ― Bosnia ed Erzegovina | Cronologia completa delle presenze e delle reti in nazionale ― Bosnia ed Erzegovina | Cronologia completa delle presenze e delle reti in nazionale ― Bosnia ed Erzegovina | Cronologia completa delle presenze e delle reti in nazionale ― Bosnia ed Erzegovina | Cronologia completa delle presenze e delle reti in nazionale ― Bosnia ed Erzegovina | Cronologia completa delle presenze e delle reti in nazionale ― Bosnia ed Erzegovina | Cronologia completa delle presenze e delle reti in nazionale ― Bosnia ed Erzegovina |
| Data                                                                                | Città                                                                               | In casa                                                                             | Risultato                                                                           | Ospiti                                                                              | Competizione                                                                        | Reti                                                                                | Note                                                                                |
| ----------------------------------------------------------------------------------- | ----------------------------------------------------------------------------------- | ----------------------------------------------------------------------------------- | ----------------------------------------------------------------------------------- | ----------------------------------------------------------------------------------- | ----------------------------------------------------------------------------------- | ----------------------------------------------------------------------------------- | ----------------------------------------------------------------------------------- |
| 9-6-2024                                                                            | Empoli                                                                              | Italia                                                                              | 1 – 0                                                                               | Bosnia ed Erzegovina                                                                | Amichevole                                                                          | -                                                                                   | 89’                                                                                 |
| Totale                                                                              |                                                                                     | Presenze                                                                            | 1                                                                                   |                                                                                     | Reti                                                                                | 0                                                                                   |                                                                                     |

## Palmarès

### Club

#### Competizioni giovanili
- Juniorsko prvenstvo Hrvatske u nogometu: 1

Hajduk Spalato: 2020-2021

#### Competizioni nazionali
- Campionato bosniaco: 1

Zrinjski Mostar: 2021-2022

### Individuale
- Capocannoniere della Coppa di Bosnia: 1

2024-2025 (5 reti)